# Saint-Brice-sur-Vienne
Saint-Brice-sur-Vienne (tiếng Occitan: Sent Brecís) là một xã của tỉnh Haute-Vienne, thuộc vùng Nouvelle-Aquitaine, miền trung nước Pháp.